# Échanges et cessions amiables d'immeubles ruraux
Les échanges et cessions amiables d'immeubles ruraux (ECIR) sont des procédures d'aménagement foncier fondées sur le volontariat et mises en œuvre par le Conseil général. Les différentes parties se cèdent ou s'échangent des immeubles ruraux (des terres, qui peuvent être cultivées ou boisées par exemple).
Ils peuvent prendre trois formes (articles L124-1 à L124-13 du Code rural et de la pêche maritime) :
- échanges et cessions amiables en l'absence de périmètre d'aménagement foncier (ECIR sans périmètre),
- échanges et cessions amiables dans un périmètre d'aménagement foncier (ECIR avec périmètre),
- échanges et cessions amiables d'immeubles forestiers dans un périmètre d'aménagement foncier (ECIF)

Les procédures avec périmètre ont pour objet, à l'intérieur d'un périmètre déterminé, d'améliorer la structure des fonds agricoles et forestiers au moyen d'un regroupement des îlots de propriété, en vue de favoriser une meilleure gestion.